# Broken Land
Broken Land è un singolo del gruppo musicale nordirlandese The Adventures, pubblicato nell'aprile 1988 come primo estratto dal loro secondo album The Sea of Love. Autore del brano Broken Land è il componente del gruppo Pat Gribben; il singolo fu prodotto da Garry Bell e pubblicato su etichetta Elektra Records.
Broken Land fu il brano andato in onda più volte nella radio della BBC del 1988.

## Descrizione
Il singolo rimase per 12 settimane nella classifica del Regno Unito, dove raggiunse come posizione massima il 20º posto.

## Tracce
7"
1. Broken Land – 4:07 (Pat Gribben)
2. Don't Stand on Me – 4:45

12" (Europa)
1. Broken Land (LP Version) – 5:00 (Pat Gribben)
2. Don't Stand on Me – 4:45
3. Broken Land (Acustic Version) – 5:20 (Pat Gribben)

## Classifiche
| Classifica    | Posizione massima | Nr. di settimane |
| ------------- | ----------------- | ---------------- |
| Australia     | 45                | 1                |
| Nuova Zelanda | 67                | 6                |
| Regno Unito   | 20                | 12               |

## Cover
I seguenti artisti hanno inciso una cover del brano Broken Land:
- Massive Ego
- Rhydian

### Adattamenti in altre lingue
- Il testo è stato adattato in italiano da Roberto Casini e nel 1997 il brano è stato inciso da Paola Turci in questa versione, con il titolo Oltre le nuvole, inclusa nell'omonimo album dell'artista[2][3][7].